# Atlas Maior (Blaeu)

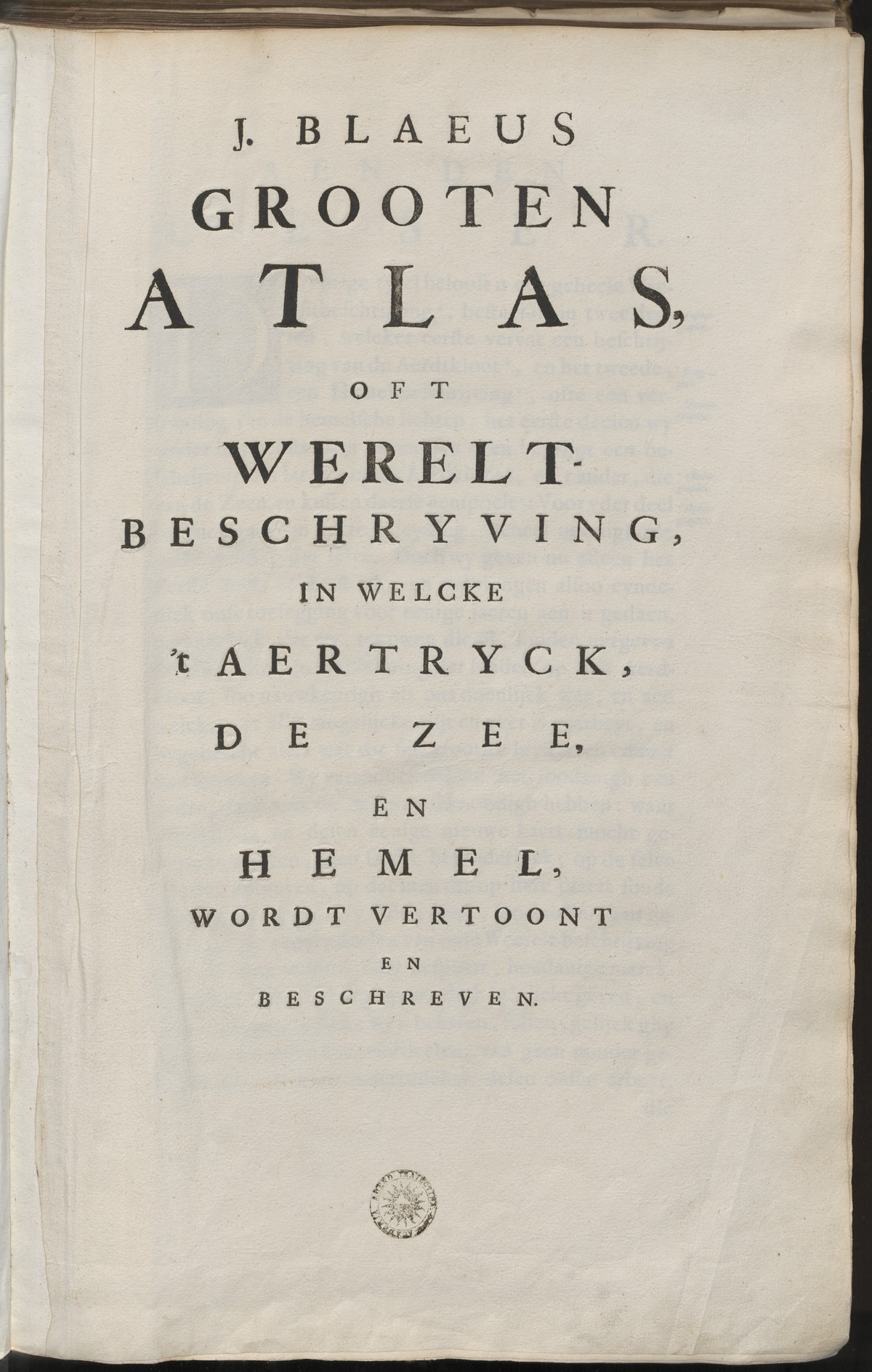
Titelpagina Nederlandstalige editie

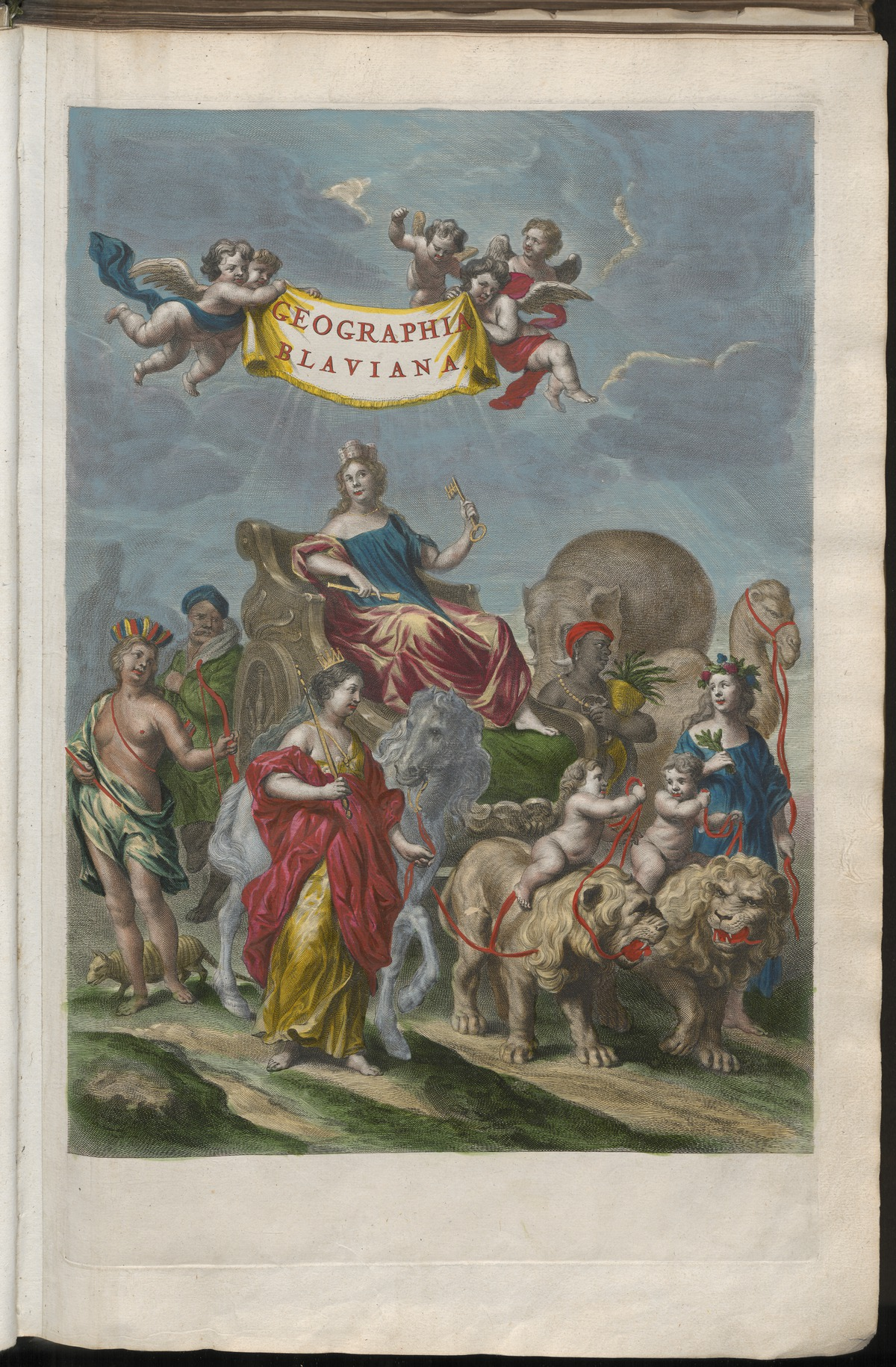
Titelprent

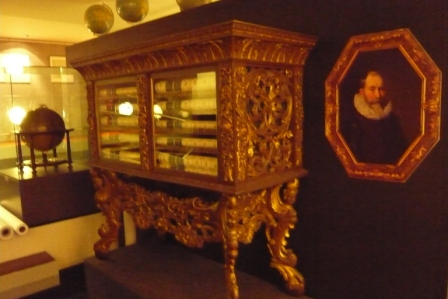
Opstelling van de atlas bij de Bijzondere Collecties UVA

De Atlas Maior (Nederlands Grooten atlas, volledige titel ''Atlas Maior, sive Cosmographia Blaviana, qua solum, salum, coelum, accuratissime describuntur) is een omvangrijk samengestelde meerdelige wereldatlas uit 1662 van de hand van Willem Blaeu, samengesteld door zijn zoon Joan Blaeu.
Atlas Maior werd uitgegeven in elf delen op folioformaat (52,7 cm - 32,1 cm) in Latijn, en bevatte 594 kaarten, 21 titelplaten met diverse afbeeldingen en ruim drieduizend pagina's gedrukte tekst met beschrijvingen van gebiedsdelen. Na de Latijnse versie werd een Nederlands- en een Franstalige uitgave uitgebracht als Le grand atlas ou Cosmographie blaviane, en laquelle est exactement descritte la terre, la mer et le ciel. De Nederlandstalige versie kreeg als titel Grooten atlas, oft wereltbeschryving, in welcke ’t aertryck, de zee en hemel, wordt vertoont en beschreven. De atlassen werden gedrukt in de drukkerij van Blaeu aan de Bloemgracht in Amsterdam. Van iedere taalversie zijn er tussen de 200 en 650 exemplaren gedrukt, die verkocht werden voor 350 gulden voor een niet-ingekleurde en 450 gulden voor een gekleurde versie. Daarmee was de atlas het duurste boek uit de 17e eeuw.
De atlas bouwde voort op onder meer Atlas Novus die door Blaeu in 1635 werd uitgegeven in twee delen.
De atlas is opgenomen in de Atlas van Loon in bezit van het Scheepvaartmuseum. De atlas is ook gebruikt als onderdeel van de Atlas Blaeu - Van der Hem, in het bezit van de Nationale Bibliotheek van Wenen, opgenomen in de werelderfgoedlijst voor documenten.
Atlas Maior maakt deel uit van de Canon van Nederland.

## Opgenomen in collecties (selectie)
- Koninklijke Bibliotheek[3]
- Universiteit van Amsterdam[4]
- Universiteitsbibliotheek van de Radboud Universiteit[5]
- Universiteitsbibliotheek Utrecht[2]
- Erfgoedcentrum Rozet in Arnhem, afkomstig van de voormalige Universiteit van Harderwijk[6]
- Tresoar in Leeuwarden, geschonken door Johan Willem Friso van Oranje aan de Franeker Academie[7]
- Museum Meermanno[8]
- Rijksmuseum Research Library[9]
- The Phoebus Foundation: in 2018 kocht de stichting een Latijnse editie op een Brusselse veiling[10]

In 2021 werd de atlas uitgebreid tentoongesteld in het Mercatormuseum in Sint-Niklaas tijdens de tentoonstelling De mooiste atlas van de wereld - De Atlas Maior van Blaeu .